# Pnączarek wielkouchy
Pnączarek wielkouchy (Ototylomys phyllotis) – gatunek gryzonia z podrodziny gałęziaków (Tylomyinae) w rodzinie chomikowatych (Cricetidae). Po raz pierwszy został opisany naukowo przez Harolda Anthony’ego w 1932. Typowa lokalizacja Tunkás, stan Jukatan, Meksyk. Pnączarek wielkouchy zamieszkuje tereny we wschodnim Meksyku (Półwysep Jukatan), w południowo-wschodnim Meksyku (południowe części stanów Tabasco i Chiapas), w Belize, w Hondurasie, Salwadorze, Nikaragui, północno-zachodniej Kostaryce, a także we wschodniej i centralnej części Gwatemali (Coban, Chimoxin, Finca Chamii i Alta Verapaz). Międzynarodowa Unia Ochrony Przyrody (IUCN) wymienia Ototylomys phyllotis w Czerwonej księdze gatunków zagrożonych jako gatunek najmniejszej troski (LC – least concern).

## Systematyka
Naukowcy wyróżniają trzy podgatunki pnączarka wielkouchego:
- O. p. phyllotis Merriam, 1901 – lokalizacja: wschodni Meksyk (Półwysep Jukatan), Belize, wschodnia część Gwatemala, Honduras, Salwador i Nikaragua.
- O. p. australis Osgood, 1931 – lokalizacja: północno-zachodnia Kostaryka[a].
- O. p. connectens Sanborn, 1935 – lokalizacja: południowo-wschodni Meksyk (południowe części stanów Tabasco i Chiapas) oraz centralna Gwatemala (Coban, Chimoxin, Finca Chamii i Alta Verapaz).

Istnieją opisy dwóch czaszek nieznanego podgatunku pnączarka wielkouchego w wypluwkach sów, odnalezionych w jaskini położonej w centralne części meksykańskiego stanu Guerrero. Jaskinia jest położona w odległości około 700 km na zachód od znanego zasięgu występowania tych zwierząt.

### Nazewnictwo
W wydanej w 2015 roku przez Muzeum i Instytut Zoologii Polskiej Akademii Nauk publikacji „Polskie nazewnictwo ssaków świata” dla gatunku Ototylomys phyllotis zaproponowano polską nazwę pnączarek wielkouchy.

## Kariotyp
Garnitur chromosomowy pnączarka wielkouchego: 2n=48, z 32 chromosomami metacentrycznymi i 14 chromosomami submetacentrycznymi. Chromosom X jest metacentryczny, chromosom Y submetacentryczny.

## Budowa ciała
Pnączarek wielkouchy jest gryzoniem średniej wielkości. Ma smukłe ciało i obfite, miękkie futro. Sierść w części grzbietowej jest cieniowana: odcienie szarości są przemieszane z barwą kremowocynamonową, w części brzusznej wybarwiona na biało. U podstawy uszu widoczna jest charakterystyczna biała łatka. Uszy są jasnobrązowe – duże, pozbawione sierści. Ogon jest długi, błyszczący, pokryty łuskami. Samice mają 2 pary sutków ulokowanych w pachwinie.
|                                | średni wymiar |
| ------------------------------ | ------------- |
| długość ciała z głową i ogonem | 124–164 mm    |
| długość ogona                  | 109–174 mm    |
| masa ciała                     | 80-120 g      |

## Tryb życia
Pnączarki wielkouche wiodą naziemny i nadrzewny tryb życia. Wykazują aktywność życiową w nocy. Populacja zamieszkująca tereny na południu stanu Jukatan szczyt aktywności osiągała między godziną 23.00 a 1.00. Była aktywna na poziomie terenu. Zazwyczaj żerują na wysokości do 3 m od poziomu terenu. Długość życia pnączarków – od 1 do 2 lat.

### Rozród
Pnączarek wielkouchy może prowadzić rozród przez cały rok, z niską aktywnością reprodukcyjną w porze suchej. Po ciąży trwającej 30–40 dni samica rodzi zwykle dwoje młodych (lub 2–4). Potomstwo przychodzi na świat w pełni ukształtowane. Jest karmione przez samicę do uzyskania rozmiarów dorosłych osobników. Młode samice bardzo wcześnie osiągają dojrzałość płciową. Mogą być w ciąży już w wieku 29 dni.

## Rozmieszczenie geograficzne
Pnączarek wielkouchy zamieszkuje tereny we wschodnim Meksyku (Półwysep Jukatan), w południowo-wschodnim Meksyku (południowe części stanów Tabasco i Chiapas), w Belize, w Hondurasie, Salwadorze, Nikaragui, północno-zachodniej Kostaryce, a także we wschodniej i centralnej części Gwatemali (Coban, Chimoxin, Finca Chamii i Alta Verapaz). 

## Ekologia
W skład diety pnączarka wielkouchego wchodzą liście, owoce (kostliwki Cordia diversifolia z rodziny Cordiaceae, marzany z rodziny marzanowatych) i nasiona. Naukowcy odnotowali, że zwierzęta żyjące na terenach położonych na południe od stanu Jukatan żywiły się w porze suchej korą drzew. Pnączarki schwytane przez naukowców zostały zwabione do pułapki mieszanką owsa i wanilii.

### Siedlisko
Pnączarek wielkouchy zasiedla tropikalne lasy deszczowe, lasy liściaste, a także tereny porośnięte roślinnością wtórną, obszary skaliste i plantacje kawy. Zajmuje tereny położone na wysokości do ok. 2000 m n.p.m. Nory znajdują się na poziomie gruntu, z otworami wśród skał, korzeni i powalonych drzew. Gniazdo znalezione w opuszczonym budynku w północno-zachodniej części Kostaryki było płytkie i miało formę otwartej konstrukcji o szerokości około 15 cm. Wykonane było z traw i pokryte fragmentami roślin.

## Ochrona
Międzynarodowa Unia Ochrony Przyrody (IUCN) wymienia Ototylomys phyllotis w Czerwonej księdze gatunków zagrożonych jako gatunek najmniejszej troski (LC – least concern).